# Face to Face (canción de Daft Punk)
«Face to Face» es una canción del dúo de música electrónica Daft Punk, con la voz y la coproducción de Todd Edwards. Fue lanzado como un sencillo promocional del álbum del 2001 Discovery y como un sencillo de 12" para quienes pre-ordenaran el álbum de remixes de 2003 Daft Club.

## Composición
Esta canción ha despertado especial interés debido a su intenso uso de samples, así como por el interés que ha suscitado la búsqueda e identificación de todos de los samples utilizados en esta canción, muchos de los cuales permanecieron sin ser reconocidos durante décadas después de su lanzamiento.
A diferencia de otras canciones de Discovery que emplean principalmente samples de discos de R&B y disco, esta canción se distingue por utilizar samples de géneros como el folk y el soft rock. Esta elección refleja la influencia de la biblioteca musical de Edwards en la composición de la canción.
La canción utiliza samples provenientes de 20 canciones diferentes, identificadas hasta la fecha, las cuales no fueron acreditadas en las notas del álbum Discovery, y que se muestran en orden alfabético a continuación:
- «All Along the Watchtower» – Dave Mason (1974)
- «Be Free» – Kenny Loggins y Jim Messina (1974)
- «Body and Soul» – Firefall (1982)
- «Can't Get It Out of My Head» – Electric Light Orchestra (1974)
- «Everybody's Next One» – Steppenwolf (1968)
- «Evil Woman» – Electric Light Orchestra (1975)
- «Faith in the Families» – Poco (1974)
- «House at Pooh Corner» – Kenny Loggins y Jim Messina (1971)
- «It Keeps You Runnin'» – The Doobie Brothers (1976)
- «Jisco Dazz» – Herbie Mann (1978)
- «Lahaina Luna» – Dan Fogelberg y Tim Weisberg (1978)
- «Nothing Like Love» – Rockie Robbins (1981)
- «Old and Wise» – The Alan Parsons Project (1982)
- «Silence and I» – The Alan Parsons Project (1982)
- «Sometimes a Love Goes Wrong» – Carrie Lucas (1979)
- «South City Midnight Lady» – The Doobie Brothers (1973)
- «Tell Me to My Face» – Dan Fogelberg y Tim Weisberg (1978)
- «The Letter» – Deborah Washington (1978)
- «Twins Theme» – Dan Fogelberg y Tim Weisberg (1978)
- «You Got Some Imagination» – Boz Scaggs (1980)

## Lista de canciones
1. «Face to Face» (Versión original) – 3:58
2. «Face to Face» (Demon Remix) – 6:58
3. «Face to Face» (Cosmo Vitelli Remix) – 4:53

## Posicionamiento en lista
| Listas (2004)                         | Mejor posición |
| ------------------------------------- | -------------- |
| Estados Unidos (Hot Dance Club Songs) | 1              |